# Solaris (film, 2002)
A Solaris (Solaris) 2002-ben bemutatott amerikai tudományos-fantasztikus film, dráma Steven Soderbergh rendezésében, mely Stanisław Lem azonos című regényéből készült.
Az első, Andrej Tarkovszkij rendezte 1972-es változatban a film legvégső része lényegesen eltért a regényétől, az ateista, technokrata Lem rosszallását kiváltva. Hasonlóan az első, és Tarkovszkíj által rendezett 1972-es változathoz, a film befejezése itt is lényegesen eltér az eredeti regénytől. Ahogy mindkét film utolsó percei messze túlnyúlnak a Lem általiaktól, Soderbergh filmjének nem egy, hanem három kruciális pontja van filozófiailag. Mindkét film azt kérdezteti a nézőtől, embernek tekinthető-e egy nem anyaszülte, ha annak/ neki teljességgel emberiek az érzelmei és a tudata? Hogyan antropomorfizálódik lelkileg egy nem anyaméhből keletkezett?
„Steven Soderbergh filozófiai kérdéseket feszegető és lélektani drámára épülő, bensőséges kamara-sci-fije inkább gesztusértékű alkotás: tisztelgés, főhajtás a nagy előd, Tarkovszkij Solarisa előtt.”

## Cselekménye
Dr. Chris Kelvin feladatul kapja, hogy eljusson a Prometheus űrállomásra, mely a Solaris bolygót vizsgálja. A bolygó felszínét ellepő intelligens óceán titkai megfejtésre vártak. Az ott tartózkodó, tudományos kutatást folytató, háromtagú tudóscsoporttal megszakadt mindenféle kapcsolat, és Kelvinnek kell kiderítenie, hogy a kutatók miért szakítottak meg mindenfajta kommunikációt a Földdel. A csoport vezetője, Gibarian kifejezetten Kelvin segítségét kérte.
Az űrállomásra érkező Kelvin megdöbbenve látja, hogy Gibarian időközben öngyilkosságot követett el. A bázison maradt két tudós pedig elmezavar jeleit mutatja. Dr. Gordon teljesen elbarikádozza magát, dr. Snow (az eredeti műben Snout) pedig össze-vissza beszél, mintha megőrült volna. Kelvin hamarosan személyesen is megtapasztalja az űrállomás legénységét megzavaró jelenséget, és másnap arra ébred, hogy halott szerelme, Rheya (az eredeti könyvben Harey) ül vele szemközt egy széken. Kiderül, hogy a Solaris realizálja az ember elnyomott bűneit, vágyait és viszonyait: megjelennek a múltunkban lent a Földön ismert emberek.
A film 3 kulcspontja közül az első, amikor Kelvinnek félálomban megjelenik a halott Gibarian szelleme, föltesz 2 kérdést, és tesz egy megállapítást. Az egyik kérdése a pszichológus felé: ki kinek a bábja, a másik, hogy Kelvin embernek tartja-e magát? Megállapítása így hangzik: „A bábok álma embernek lenni” (ez utánérzésnek is felfogható a Philip K. Dick általi „Álmodnak-e az androidok bárányokról?” könyvben foglaltak szellemében).
A teremtmény Rheya kijelenti: „csapdaélet ez a miénk”. Ez a mondata visszavezeti a nézőt ahhoz a patrisztika korában még ismert nézethez, hogy mindenki szomorú a másik kettő miatt: Isten, ember és ördög. A második kruciális pont tehát ez, amikor a nő kijelenti ezt a sok irányba magyarázható mondatát: „Tudom, hogy nem vagyok ember, ezért nem értem, hogy (Chris) mitől fél.”
Az amerikai Solaris film 80. percénél kiderül, maga Snow sem Snow, mert az eredetit annak az f-lénye, Snow képzelt bátyja megölte, azonban a bolygó ezt a Snow-gyilkost „eltette láb alól”, és mire Chris Kelvin pszichológus megérkezik az űrállomásra, egy az eredeti Snowval identikus Snow f-lény fogadja. A bolygó nem engedélyezi a halált.
A harmadik kulcspont ezután következik be.
Kelvin és Gordon megszervezik a Földre történő visszatérésüket, azonban a visszatértek jelenete összeforrasztja a gépet az izzadó, szenvedő, lelkiségükben vergődő emberekkel. A film záró részében azt lehet látni, Kelvin a Földön otthonában megvágja az ujját (1'25"30'''), azonban a seb azonnal eltűnik, és utána láthatjuk, hogy Chris Kelvin nem csupán visszamaradt a sikertelen hazautazási kísérlet folytán a Solaris körül keringő Prometheus űrállomáson, hanem azt is, hogy a bolygó leküldte a Földre a szerelmespárt.
Az amerikai filmrendező nem foglalkozik a Solaris-ellenes Gordonnal, sem a magát megölő, de utána mégiscsak – halál többé nem lévén ott, ahol a Solaris közbeavatkozik – élő Snow világával, ahogy azzal sem, milyen is lehet mindezek után az élet az űrállomáson.

## Szereplők
| Szerep       | Színész           | Magyar hang          |
| ------------ | ----------------- | -------------------- |
| Chris Kelvin | George Clooney    | Szabó Sipos Barnabás |
| Rheya        | Natascha McElhone | Kéri Kitty           |
| Gibarian     | Ulrich Tukur      | Forgács Péter        |
| Snow         | Jeremy Davies     |                      |
| Helen Gordon | Viola Davis       | Fullajtár Andrea     |